# Буряковка (Двуречанский район)
Буряковка (укр.  Буряківка) — село,
Токаревский сельский совет,
Двуречанский район,
Харьковская область, Украина.

## Географическое положение
Село Буряковка находится в 2-х км на юг от села Токаревка.

## История
Село ликвидировано в ? году.